# Copa das Confederações da CAF de 2022–23 – Fase Final
A Fase Final da Copa das Confederações da CAF de 2022–23 está sendo disputada entre 23 de abril até 11 de junho de 2023. Um total de 8 equipes competiram nessa fase.

## Equipes classificadas
| Grupo | Líderes de grupo | Vice-líderes de grupo |
| ----- | ---------------- | --------------------- |
| A     | Marumo Gallants  | USM Alger             |
| B     | ASEC Mimosas     | Rivers United         |
| C     | FAR Rabat        | Pyramids              |
| D     | Young Africans   | US Monastir           |

## Chaveamento
|  | Quartas de final 23 e 30 de abril | Quartas de final 23 e 30 de abril | Quartas de final 23 e 30 de abril | Quartas de final 23 e 30 de abril |                |   | Semifinais 14 e 21 de maio | Semifinais 14 e 21 de maio | Semifinais 14 e 21 de maio | Semifinais 14 e 21 de maio |  |  | Final 4 e 11 de junho | Final 4 e 11 de junho | Final 4 e 11 de junho | Final 4 e 11 de junho |
|  |                                   |                                   |                                   |                                   |                |   |                            |                            |                            |                            |  |  |                       |                       |                       |                       |
|  |                                   |                                   |                                   |                                   |                |   |                            |                            |                            |                            |  |  |                       |                       |                       |                       |
|  |                                   |                                   |                                   |                                   |                |   |                            |                            |                            |                            |  |  |                       |                       |                       |                       |
|  | Rivers United                     | 0                                 | 0                                 | 0                                 |                |   |                            |                            |                            |                            |  |  |                       |                       |                       |                       |
|  | Rivers United                     | 0                                 | 0                                 | 0                                 |                |   |                            |                            |                            |                            |  |  |                       |                       |                       |                       |
|  | Young Africans                    | 2                                 | 0                                 | 2                                 |                |   |                            |                            |                            |                            |  |  |                       |                       |                       |                       |
|  | Young Africans                    | 2                                 | 0                                 | 2                                 | Young Africans | 2 | 2                          | 4                          |                            |                            |  |  |                       |                       |                       |                       |
|  |                                   |                                   |                                   |                                   | Young Africans | 2 | 2                          | 4                          |                            |                            |  |  |                       |                       |                       |                       |
|  |                                   | Marumo Gallants                   | 0                                 | 1                                 | 1              |   |                            |                            |                            |                            |  |  |                       |                       |                       |                       |
|  | Pyramids                          | Marumo Gallants                   | 0                                 | 1                                 | 1              | 1 | 0                          | 1                          |                            |                            |  |  |                       |                       |                       |                       |
|  | Pyramids                          |                                   |                                   |                                   |                | 1 | 0                          | 1                          |                            |                            |  |  |                       |                       |                       |                       |
|  | Marumo Gallants                   | 1                                 | 1                                 | 2                                 |                |   |                            |                            |                            |                            |  |  |                       |                       |                       |                       |
|  | Marumo Gallants                   | 1                                 | 1                                 | 2                                 | Young Africans | 1 | 1                          | 2                          |                            |                            |  |  |                       |                       |                       |                       |
|  |                                   |                                   |                                   |                                   | Young Africans | 1 | 1                          | 2                          |                            |                            |  |  |                       |                       |                       |                       |
|  |                                   | USM Alger (gf)                    | 2                                 | 0                                 | 2              |   |                            |                            |                            |                            |  |  |                       |                       |                       |                       |
|  | US Monastir                       | USM Alger (gf)                    | 2                                 | 0                                 | 2              | 0 | 0                          | 0                          |                            |                            |  |  |                       |                       |                       |                       |
|  | US Monastir                       |                                   |                                   |                                   |                | 0 | 0                          | 0                          |                            |                            |  |  |                       |                       |                       |                       |
|  | ASEC Mimosas                      | 0                                 | 2                                 | 2                                 |                |   |                            |                            |                            |                            |  |  |                       |                       |                       |                       |
|  | ASEC Mimosas                      | 0                                 | 2                                 | 2                                 | ASEC Mimosas   | 0 | 0                          | 0                          |                            |                            |  |  |                       |                       |                       |                       |
|  |                                   |                                   |                                   |                                   | ASEC Mimosas   | 0 | 0                          | 0                          |                            |                            |  |  |                       |                       |                       |                       |
|  |                                   | USM Alger                         | 0                                 | 2                                 | 2              |   |                            |                            |                            |                            |  |  |                       |                       |                       |                       |
|  | USM Alger                         | USM Alger                         | 0                                 | 2                                 | 2              | 2 | 2                          | 4                          |                            |                            |  |  |                       |                       |                       |                       |
|  | USM Alger                         |                                   |                                   |                                   |                | 2 | 2                          | 4                          |                            |                            |  |  |                       |                       |                       |                       |
|  | FAR Rabat                         | 0                                 | 3                                 | 3                                 |                |   |                            |                            |                            |                            |  |  |                       |                       |                       |                       |
|  | FAR Rabat                         | 0                                 | 3                                 | 3                                 |                |   |                            |                            |                            |                            |  |  |                       |                       |                       |                       |

## Quartas de final
| Equipe 1      | Total | Equipe 2        | 1.º jogo | 2.º jogo |
| ------------- | ----- | --------------- | -------- | -------- |
| Pyramids      | 1–2   | Marumo Gallants | 1–1      | 0–1      |
| US Monastir   | 0–2   | ASEC Mimosas    | 0–0      | 0–2      |
| USM Alger     | 4–3   | FAR Rabat       | 2–0      | 2–3      |
| Rivers United | 0–2   | Young Africans  | 0–2      | 0–0      |

### Partidas
| 23 de abril de 2023 | Pyramids          | 1 – 1     | Marumo Gallants | Estádio 30 de Junho, Cairo          |
| 18:00 (UTC+2)       | Sobhi 90+2' (pen) | Relatório | Chivaviro 55'   | Árbitro: CIV Ibrahim Kalilou Traore |

| 30 de abril de 2023 | Marumo Gallants | 1 – 0     | Pyramids | Estádio Dobsonville, Joanesburgo |
| 18:00 (UTC+2)       | Ngema 39'       | Relatório |          | Árbitro: GAB Pierre Atcho        |

Marumo Gallants venceu por 2–1 no agregado.
| 23 de abril de 2023 | US Monastir | 0 – 0     | ASEC Mimosas | Estádio Hammadi Agrebi, Tunes |
| 17:00 (UTC+1)       |             | Relatório |              | Árbitro: ETH Bamlak Weyesa    |

| 30 de abril de 2023 | ASEC Mimosas                 | 2 – 0     | US Monastir | Estádio da Paz de Bouaké, Bouaké |
| 16:00 (UTC+0)       | Zouzou 45+1' · Zouzoua 90+1' | Relatório |             | Árbitro: RWA Samuel Uwikunda     |

ASEC Mimosas venceu por 2–0 no agregado.
| 23 de abril de 2023 | USM Alger                 | 2 – 0     | FAR Rabat | Estádio 5 de Julho de 1962, Argel    |
| 20:00 (UTC+1)       | Radouani 44' · Belaïd 62' | Relatório |           | Árbitro: MAU Ahmad Imtehaz Heeralall |

| 30 de abril de 2023 | FAR Rabat                                 | 3 – 2     | USM Alger                     | Estádio Príncipe Moulay Abdellah, Rabat |
| 20:00 (UTC+1)       | Chita 8' · Diney 60' · Hrimat 90+7' (pen) | Relatório | Radouani 12' · Bousseliou 78' | Árbitro: EGY Mohamed Marouf             |

USM Alger venceu por 4–3 no agregado.
| 23 de abril de 2023 | Rivers United | 0 – 2     | Young Africans  | Estádio Godswill Akpabio, Uyo |
| 14:00 (UTC+1)       |               | Relatório | Mayele 73', 81' | Árbitro: RSA Abongile Tom     |

| 30 de abril de 2023 | Young Africans | 0 – 0     | Rivers United | Estádio Nacional Benjamin Mkapa, Dar es Salaam |
| 19:00 (UTC+3)       |                | Relatório |               | Árbitro: MAR Redouane Jiyed                    |

Young Africans venceu por 2–0 no agregado.

## Semifinais
| Equipe 1       | Total | Equipe 2        | 1.º jogo | 2.º jogo |
| -------------- | ----- | --------------- | -------- | -------- |
| Young Africans | 4–1   | Marumo Gallants | 2–0      | 2–1      |
| ASEC Mimosas   | 0–2   | USM Alger       | 0–0      | 0–2      |

### Partidas
| 10 de maio de 2023 | Young Africans               | 2 – 0     | Marumo Gallants | Estádio Nacional, Dar es Salaam |
| 16:00 (UTC+3)      | Aziz Ki 64' · Morrison 90+2' | Relatório |                 | Árbitro: EGY Mahmoud El Banna   |

| 17 de maio de 2023 | Marumo Gallants | 1 – 2     | Young Africans             | Estádio Royal Bafokeng, Rustemburgo |
| 18:00 (UTC+2)      | Chivaviro 90+1' | Relatório | Mayele 45+1' · Musonda 62' | Árbitro: LBY Ibrahim Mutaz          |

Young Africans venceu por 4–1 no agregado.
| 10 de maio de 2023 | ASEC Mimosas | 0 – 0     | USM Alger | Estádio da Paz de Bouaké, Bouaké   |
| 16:00 (UTC+0)      |              | Relatório |           | Árbitro: CHA Alhadi Allaou Mahamat |

| 17 de maio de 2023 | USM Alger                      | 2 – 0     | ASEC Mimosas | Estádio 5 de Julho de 1962, Argel |
| 20:00 (UTC+1)      | Bousseliou 28' · Belkacemi 80' | Relatório |              | Árbitro: GAB Pierre Atcho         |

USM Alger venceu por 2–0 no agregado.

## Finais
| 28 de maio de 2023 | Young Africans | 1 – 2     | USM Alger                | Estádio Nacional, Dar es Salaam  |
| 16:00 (UTC+3)      | Mayele 82'     | Relatório | Mahious 32' · Merili 84' | Árbitro: COD Jean Jacques Ngambo |

| 3 de junho de 2023 | USM Alger | 0 – 1     | Young Africans   | Estádio 5 de Julho de 1962, Argel |
| 20:00 (UTC+1)      |           | Relatório | Shabani 7' (pen) | Árbitro: MRT Dahane Beida         |